# Launoy (Aisne)
Launoy település Franciaországban, Aisne megyében. Lakosainak száma 98 fő (2022. január 1.). Launoy Arcy-Sainte-Restitue, Beugneux, Droizy, Hartennes-et-Taux, Muret-et-Crouttes és Grand-Rozoy községekkel határos.

## Népesség
A település népességének változása:
| Lakosok száma | 83   | 71   | 63   | 92   | 102  | 97   | 99   | 100  | 100  | 98   |
|               | 1968 | 1982 | 1990 | 2006 | 2013 | 2015 | 2017 | 2019 | 2020 | 2022 |